# Patty Cardenas
Patricia "Patty" Cardenas (Commerce, 19 de agosto de 1984) é uma jogadora de polo aquático estadunidense, medalhista olímpica, campeã mundial e pan-americana.

## Carreira
Cardenas fez parte da equipe dos Estados Unidos que conquistou a medalha de prata nos Jogos Olímpicos de 2008, em Pequim.